# مشهد (دماوند)
مشهدفیروزکوه روستایی از توابع بخش مرکزی شهرستان دماوند در استان تهران ایران است.در این روستا اغلب مردم به زبان محلی با گویش مازندرانی صحبت می کنند . اجتماع عظیم عاشقان امام حسین ع همه ساله و خصوصا در روز عاشورا در این روستا زبان زد می باشد ، ضمنا مراسم تعزیه خوانی در این روستا ریشه ایی 450 ساله دارد . حسینعلی مشهدی  از کدخدایان این روستا و دارای سواد و اهل فضل بوده که هم اکنون در ورودی امامزاده شاه طاهر مدفون می باشد . 

## جمعیت
این روستا در دهستان ابرشیوه قرار دارد و براساس سرشماری مرکز آمار ایران در سال ۱۳۸۵، جمعیت آن ۱۵۴ نفر (۵۴خانوار) بوده‌است.

## زبان گفتاری
مردم روستا به زبان مازنی صحبت می‌کنند.